# 吉薩拉
京吉薩拉（Kingkitsarat，？—1713年）又稱吉薩拉（Kitsarath），是寮國歷史上琅勃拉邦王国的第一代國王，1707年至1713年在位。
他是瀾滄國王蘇里雅·翁薩的孫子。父親是Indra Brahma王子，母親是來自西雙版納的Chandra Kumari公主。1700年，駐紮在萬象的國王賽塔提拉二世出兵琅勃拉邦，將他驅逐。吉薩拉逃往西雙版納。隨後，賽塔提拉二世任命翁洛（Ong Lo）為副王，以琅勃拉邦為副王領地。
1705年，吉薩拉率軍歸國，驅逐了翁洛，佔領琅勃拉邦。1707年，他在琅勃拉邦稱王。自此瀾滄王國分裂為琅勃拉邦和萬象兩個王國。
| 吉薩拉 琅勃拉邦王国 | 吉薩拉 琅勃拉邦王国        | 吉薩拉 琅勃拉邦王国 |
| ------------------- | -------------------------- | ------------------- |
| 前任： 無           | 琅勃拉邦国王 1707年-1713年 | 繼任： 翁坎         |